# Прямо зараз, а не потім
«Прямо зараз, а не потім» (кор. 지금은맞고그때는틀리다) — південнокорейський драматичний фільм, знятий Хоном Сан Су. Світова прем'єра стрічки відбулась 13 серпня 2015 року в головному конкурсі Локарнського міжнародного кінофестивалю, де вона отримала «Золотого леопарда» за найкращий фільм, а Чон Чже Йон став найкращим актором.

## У ролях
- Чон Чже Йон — Хам Чон Су
- Кім Мін Хі — Юн Хі-Чжон
- Юн Йо Чжон
- Кі Джу Бон
- Хва-Жонг Чхве
- Ю Чжун Сан

## Визнання
| Нагороди та номінації фільму «Прямо зараз, а не потім» | Нагороди та номінації фільму «Прямо зараз, а не потім» | Нагороди та номінації фільму «Прямо зараз, а не потім» | Нагороди та номінації фільму «Прямо зараз, а не потім» | Нагороди та номінації фільму «Прямо зараз, а не потім» | Нагороди та номінації фільму «Прямо зараз, а не потім» |
| Рік                                                    | Кінопремія / Кінофестиваль                             | Категорія / Нагорода                                   | Номінант                                               | Результат                                              |                                                        |
| ------------------------------------------------------ | ------------------------------------------------------ | ------------------------------------------------------ | ------------------------------------------------------ | ------------------------------------------------------ | ------------------------------------------------------ |
| 2015                                                   | Гамбурзький кінофестиваль                              | Приз критиків                                          | «Прямо зараз, а не потім»                              | Номінація                                              |                                                        |
| 2015                                                   | Локарнський міжнародний кінофестиваль                  | «Золотий леопард» за найкращий фільм                   | «Прямо зараз, а не потім»                              | Перемога                                               |                                                        |
| 2015                                                   | Локарнський міжнародний кінофестиваль                  | Нагорода за найкращу чоловічу роль                     | Чон Чже Йон                                            | Перемога                                               |                                                        |
| 2015                                                   | Локарнський міжнародний кінофестиваль                  | Приз екуменічного журі (Спеціальна згадка)             | «Прямо зараз, а не потім»                              | Перемога                                               |                                                        |